# Comuna Petrîkivți, Volociîsk
Petrîkivți (în ucraineană Петриківці) este o comună în raionul Volociîsk, regiunea Hmelnîțkîi, Ucraina, formată din satele Kaciurînți și Petrîkivți (reședința).

## Demografie
Componența lingvistică a comunei Petrîkivți
     Ucraineană (99,81%)
     Alte limbi (0,19%)
Conform recensământului din 2001, majoritatea populației comunei Petrîkivți era vorbitoare de ucraineană (99,81%), existând în minoritate și vorbitori de alte limbi.